# فيلجويف - بول فايون كوتورييه (مترو باريس)
فيلجويف - بول فايون كوتورييه (بالفرنسية: Villejuif – Paul Vaillant-Couturier)‏ هي محطة مترو تابعة لمترو باريس تقع في فرنسا في فيلجويف.[بحاجة لمصدر]